# Octave-Louis Aubert
Pour les articles homonymes, voir Aubert.
Octave-Louis Aubert, né le 8 janvier 1870 à Paris et mort le 14 janvier 1950 à Saint-Brieuc, fut un journaliste, un  éditeur et un écrivain français. 
Il a écrit des poésies et des pièces de théâtre, écrit et publié de nombreux ouvrages illustrés par des artistes de premier plan concernant la Bretagne. Il a joué un rôle important dans la structuration des syndicats d'initiatives de sa région d'adoption et dans les débuts de son développement touristique. En accordant un appui éditorial et matériel aux artistes bretons réunis dans le mouvement des Seiz Breur, il a apporté sa contribution au mouvement régionaliste breton d'entre les deux guerres. Il a été fait chevalier de la Légion d'honneur en 1939.

## Carrière journalistique, littéraire et économique
Orphelin de père et n’ayant pu obtenir que le certificat d’études primaires en 1884, il s’engage dans l’armée pour 4 ans en 1890.
En 1893, il vient à Saint-Brieuc et y trouve un poste de secrétaire de rédaction au quotidien, Le Réveil breton, créé par Félix Faure. En 1897, il épouse une jeune commerçante, née à Saint-Brieuc, Maria Julie Le Mollé. Il en aura trois enfants, Frédéric-Louis, Louis-Octave et Germaine.
En 1898, il est rédacteur au journal Le Démocrate et commence une activité de conférencier sur divers sujets comme les pêches d'Islande, l'enseignement et la lutte contre la tuberculose. L'année suivante, il devient rédacteur en chef du journal Le Progrès des Côtes-du-Nord.
En 1901, il fait publier Le Livre de la Bretagne, une anthologie préfacée par Anatole Le Braz, le premier ouvrage qu'il consacre à sa province d'adoption. Il continue en 1905 par un recueil de poésies, Les Chants d'Armor, inspirées par les chansons populaires en breton.
Il se lie d'amitié avec deux personnalités républicaines et régionalistes ayant alors une grande influence, toutes les deux étant originaires des Côtes-du-Nord, Charles Le Goffic et Anatole Le Braz. Plus tard, il entretiendra des liens d'amitié avec un autre écrivain, qui, lui, habite Saint-Brieuc, Louis Guilloux, membre du parti communiste, alors qu'il est un radical-socialiste modéré et un franc-maçon. Il éditera un livre pour chacun des trois. C'est une personnalité économique influente de Saint-Brieuc, un entraîneur d'hommes qui sera président de la Chambre de commerce des Côtes-du-Nord de 1930 à 1945. Il est préoccupé par le développement économique de son pays adoptif et soutiendra le projet de construction du barrage hydroélectrique de Guerlédan et les créations planifiées de stations balnéaires, comme Sables-d'Or-les-Pins. Il prend conscience des dangers que pouvaient courir les plus beaux éléments du patrimoine matériel et immatériel de la Bretagne.

## Le promoteur du tourisme en Bretagne

### Le créateur et le propagateur de la promotion touristique
En 1907, il est un des fondateurs du syndicat d'initiative à Saint-Brieuc, une association spécialisée dans la promotion touristique, et il donne des conférences sur la côte nord de la Bretagne pour convaincre les habitants de l'utilité d'une politique d'accueil des touristes. Quatre autres syndicats d'initiatives ayant été créés, il les fédère, en 1912, dans un comité départemental qu'il préside. Il agit de même vis-à-vis du comité de Bretagne, fondé en 1920.
En 1921, dans le livre intitulé Contes d'un Breton adoptif, il écrit : « Bretagne, je m'en suis venu pour te donner mon cœur et je veux, désormais, te consacrer ma vie ».
À Saint-Brieuc, il fait construire Ti-Breiz (Maison de la Bretagne), avenue du Palais, qui est, à la fois, son domicile et, dirigé par sa femme, puis son fils, Louis, le lieu d'exposition et de vente de nombreux objets d'art et produits bretons, afin de promouvoir les arts et l'artisanat. 

### L'Éditeur de revues d'art et de tourisme
En 1922, il crée, avec le photographe Raphaël Binet, la revue mensuelle La Bretagne touristique aux contenus plus larges que le tourisme, mais qui se place dans le contexte d'un mouvement régionaliste breton qui commence à prendre de l'expansion. Si la promotion de la Bretagne comme destination touristique est le but mis en avant, le sous-titre, « revue illustrée des intérêts bretons » indique que la visée est plus large. La politique éditoriale, mûrement préparée et réfléchie, est de présenter les atouts touristiques du pays dans une présentation agréable faisant largement appel à la photographie et aux illustrations d'art.
À part quelques villes balnéaires, la Bretagne est encore loin de susciter un flux touristique important, surtout par comparaison avec la Normandie, le Pays basque et la Côte d'Azur.
La qualité du support vise aussi bien à préparer les Bretons à l'accueil des touristes en leur dévoilant les beautés de leur région, tout en s'adressant également aux touristes potentiels. L'art est alors le langage commun qui permet d'unifier le public virtuel.
Le programme est ainsi résumé : « être l'organe indispensable au développement du tourisme breton, un organe de défense et illustration des lettres, arts, sciences, mœurs, rites, costumes, produits naturels et manufacturés, etc. et le conservateur par excellence des sites et monuments ».
Les pages publicitaires présentent parfois dans des hors-texte pleine page des aquarelles présentant une station touristique. Les artistes les plus représentatifs sont Mathurin Méheut, René-Yves Creston, l'âme des Seiz Breur après la disparition de Jeanne Malivel en 1926, Jean-Charles Contel, Ernest Guérin, Charles-Jean Hallo, dit Alo, Charles de Kergariou, qui signe Kerga, Paul de Lassence, Robert Yan, Louis Garin, Charles Corcuff, Jacques Pohier, Arsène Brivot, Géo-Fourrier. Certains d'entre eux ont une renommée déjà bien établie à Paris.
La revue est ouverte aux nouvelles tendances les plus contemporaines, pourvu qu'elles s'expriment en rapport avec la Bretagne. Elle soutient, non seulement les Seiz Breur, mais aussi la politique moderniste des faïenceries de Quimper.
Octave-Louis Aubert signe de nombreux articles, parfois sous le pseudonyme de Hoel (les initiales de ses prénoms : OL), sur un grand nombre de sujets, y compris des critiques d'art. Selon Hervé Cabon, qui a soutenu un mémoire de maîtrise sur la revue, le jugement d'Aubert est souvent assez sûr, alors qu'il est un pur autodidacte, n'ayant jamais étudié l'art que par imprégnation. En 1935, la revue voit son titre réduit à La Bretagne et reçoit alors le soutien du quotidien, l'Ouest-Éclair.

## L'éditeur d'art
En 1926, Octave-Louis Aubert annonce que sa revue, La Bretagne touristique, va créer une collection de livres d'art « destinés aux bibliophiles et, plus particulièrement, aux bibliophiles bretons ». Les Éditions de « La Bretagne Touristique », sises à Saint-Brieuc, comme la revue, se transformeront en Éditions Octave-Louis Aubert et auront édité une trentaine de livres d'art et de beaux-livres dont certains ont pour auteurs des écrivains prestigieux (Anatole Le Braz, Charles Le Goffic, Louis Guilloux) ou sont illustrés par des artistes de premier plan, sans jamais perdre de vue la promotion de la Bretagne.
Aubert s'autorisera cependant deux incursions extérieures en signant une biographie posthume en hommage à Louis Barthou, le ministre assassiné en 1934, et un légendaire du Bourbonnais.
Plusieurs des artistes qui illustrent La Bretagne touristique illustrent aussi les livres édités (Jeanne Malivel, Géo-Fourrier, Mathurin Méheut, Louis Garin, René-Yves Creston, Émile Daubé) où en sont le sujet (Jeanne Malivel, Jean-Charles Contel). L'ambition, à peine avouée, est de concurrencer les revues d'art éditées à Paris.

## Le président du Comité breton pour l'exposition internationale des arts de 1937
Le 3 juillet 1934, Octave-Louis Aubert est désigné comme président du Comité provisoire breton pour l'« Exposition internationale des arts et des techniques dans la vie moderne » pour laquelle les députés décident qu'elle se tiendra à Paris en 1937. Après concertation avec le commissaire de l'exposition et la mise au point de la contribution que doit apporter la Bretagne, Aubert est élu le 24 mars 1935 et la composition du comité breton est approuvée par décret gouvernemental le 12 juillet 1935.
Le président va jouer un rôle de stimulateur pour faire du futur pavillon de la Bretagne une œuvre architecturale moderne et de qualité. Après récusation de l'architecte Vaugeois qui avait réalisé le pavillon breton de l'exposition des arts décoratifs de 1925, parce qu'il n'avait pas liens avec la Bretagne, et une fois le projet mis au point par quatre architectes, c'est Octave-Louis Aubert qui est chargé de transmettre le programme aux autorités. « La maison de Bretagne ne doit pas constituer une attraction, encore moins être le cadre d'une foire-exposition, d'où nécessité de bannir le pittoresque inutile, les biniouseries, la paysannerie conventionnelle. La maison de Bretagne ne sera pas, non plus, un salon des beaux-Arts, abritant peintures, sculptures, gravures, mais son ensemble architectural et décoratif exprimera toutes les activités de la Bretagne d'aujourd'hui : industrielles, agricoles, maritimes, scientifiques, artisanales, intellectuelles et sociales ».

## Octave-Louis Aubert et ses enfants dans la Résistance
Son fils Fred, meurt au front en 1940, mais, son autre fils, Louis, membre du Gorsedd de Bretagne, accomplit des missions périlleuses pour la Résistance (le colonel Rémy le mentionne dans ses mémoires). Il en est de même pour Germaine Aubert-Richard, agent de liaison, qui sera promue commandeur de la Légion d'honneur. Selon l'historien Jean-Jacques Monnier, l'un des émetteurs du réseau Turquoise a fonctionné au domicile d'Octave-Louis Aubert, puis dans son bureau à la Chambre de commerce de Saint-Brieuc.
Au moins cinq rues portent son nom en Bretagne, d’après les Noms qui ont fait l'histoire de Bretagne, 1997.

## Œuvre
- Le Livre de Bretagne, 1901.
- Réginéa, légende, 1904.
- Les Chants d'Armor", 1905, poésies.
- Jean Roellan, roman antialcoolique, Saint-Brieuc, Guyon éditions.
- Veuves de guerre, Saint-Brieuc, L'Édition bretonne. Roman.
- Contes d'un Breton adoptif, 1921.
- Les costumes bretons, leur histoire, leur évolution, Éditions Octave-Louis Aubert, 1922. éd. 1936, Aubert Ti Breiz St Brieuc illustration de Mathurin Méheut
- Jean-Charles Contel. Saint-Brieuc, Éditions Octave-Louis Aubert, 1928.
- Jeanne Malivel, son œuvre et les Sept frères, préface de Maurice Denis, Éditions Octave- Louis Aubert, 1929.
- Légendes traditionnelles de la Bretagne, Éditions Octave-Louis Aubert, 1931. Illustrations d'Émile Daubé, préface de Charles le Goffic (1863-1932)
- Le Treizain du Devoir et de la Douleur, ouvrage hors-commerce édité par le Comité des amis de Fred Aubert à Saint-Brieuc en 1940 en l'honneur de Frédéric Aubert, mort pour la France.
- Légendes traditionnelles du Bourbonnais, 1946.
- L'Île de Bréhat, Éditions Octave-Louis Aubert, 1948.
- La Bretagne, Éditions Octave-Louis Aubert, 1950.
- Pièces de théâtre…

## Principaux ouvrages édités
- Prince Bianchi de Médicis, Anthologie des Coiffes et types actuels du peuple breton appliquée à ses origines ethniques, dessins de Noëlie Couillaud, Saint-Brieuc, Éditions de la Bretagne touristique, 1924.
- Auguste Dupouy, Peintres de Bretagne, Saint-Brieuc, Ed. de la Bretagne Touristique, 1924.
- Frédéric Le Guyader, La Chanson du Cidre. Saint-Brieuc, Éditions de la Bretagne touristique, 1925.
- Jean des Cognets, La Reine Anne : poème, Saint-Brieuc, Éditions de la Bretagne touristique, 1927.
- Charles Le Goffic, Le crucifié de Keraliès, Saint-Brieuc, Éditions Octave- Louis Aubert, 1928. Roman  illustré par des bois de Géo-Fourrier.
- Jean-Charles Contel,  Vieilles Maisons de Bretagne. Auray, St-Malo, Vitré, Dinan, Lamballe, Morlaix, Saint-Brieuc, Quimper, Rennes, Vannes, Chateaubriant, Quimperlé. Saint-Brieuc, Éditions de « La Bretagne Touristique », 1927. 12 lithographies présentées par Auguste Dupouy.
- Anatole Le Braz, Tryphina Keranglaz : poème, orné par Louis Garin, Éditions Octave- Louis Aubert, 1928.
- La Collection Bretonne, illustrations de Louis Garin, Tome I : Les villes de Bretagne (1923), Tome II : Les conteurs de Bretagne (1923), Tome III : Les peintres de Bretagne (1924), Tome IV : Les îles de Bretagne.
- Étienne Dupont, Du Couesnon à la Rance, illustré par Henri Voisin, Éditions Octave- Louis Aubert, 1928.
- Yves de Boisboissel, Souffles du Terroir et du Large, préface du Maréchal Lyautey, Éditions Octave- Louis Aubert, 1928.
- Louis Guilloux, Souvenirs sur Georges Palante, Éditions Octave-Louis Aubert, 1931
- Au pays des corsaires, anthologie illustrée opar Mathurin Méheut, 1935

## Hommages
Plusieurs villes de Bretagne ont donné son nom à une rue, on peut citer notamment Guingamp, Île-de-Bréhat, Lannion, Rennes, Saint-Brieuc.

### Sources et bibliographie
- Jean-Jacques Monnier, Louis-Octave Aubert (1870-1950). In : Le Peuple breton, no 582, juillet-août 2012, p. p. 30-31
- Hervé Cabon, Christine Loyer-Roussel, André Soubigou, Octave-Louis Aubert, écrivain, éditeur… une vie pour la Bretagne, Paris, Asia, 2007.  (ISBN 2-9523862-4-2)
- Emmanuel Salmon-Legagneur (dir.) et al. (préf. Yvon Bourges, anc. ministre, prés. du conseil régional de Bretagne), Les noms qui ont fait l'histoire de Bretagne : 1 000 noms pour les rues de Bretagne, Spézet, Coop Breizh et Institut culturel de Bretagne, 1997, 446 p. (ISBN 978-2-84346-032-6), p. 21 Notice d'Yvonig Gicquel.